# Vuelta a España 2025/5. Etappe
Die 5. Etappe der Vuelta a España 2025 findet am 27. August 2025 statt, wobei die 80. Austragung des spanischen Etappenrennens dabei ohne Ruhetag in ihrem Heimatland fortgesetzt wird. Der Abschnitt wird im Rahmen eines 24,1 Kilometer langen Mannschaftszeitfahrens ausgetragen, das in Figueres gestartet und beendet wird. Nach der Zielankunft werden die Fahrer insgesamt 711,1 Kilometer absolviert haben, was 22,3 % der Gesamtdistanz der Rundfahrt entspricht.

## Streckenführung
Der Start erfolgt in Figueres auf der Avinguda de la Costa Brava neben dem Parc de les Aigües. Auf der C-252 und GIV-6024 geht es im Anschluss in Richtung Norden, wobei Cabanes durchfahren wird. Kurz vor Masarac biegen die Fahrer links auf die GIV-6026 ab und folgen dieser über Vilarnadal bis Pont de Molins. Von hier aus führen die letzten sechs Kilometer auf der breiten N2 zurück in Richtung Süden, ehe der Zielstrich in Figueres vor dem Castell de Sant Ferran erreicht wird.
|       | Ort      | Kilometer |
| ----- | -------- | --------- |
| Start | Figueres | 0,0       |
| Ziel  | Figueres | 24,1      |

## Ergebnis
| \| Etappenergebnis \| Etappenergebnis \| Etappenergebnis \| Etappenergebnis \| Etappenergebnis \| \| Fahrer \| Fahrer \| Land \| Team \| Zeit \| \| --------------- \| --------------- \| --------------- \| --------------- \| --------------- \| |        |      |      |      |
| |        |      |      |      |
| Quelle: ProCyclingStats |        |      |      |      |
| Etappenergebnis |        |      |      |      |
| Fahrer | Fahrer | Land | Team | Zeit |

## Gesamtstände
| \| Gesamtwertung \| Gesamtwertung \| Gesamtwertung \| Gesamtwertung \| Gesamtwertung \| \| Fahrer \| Fahrer \| Land \| Team \| Zeit \| \| ------------- \| ------------- \| ------------- \| ------------- \| ------------- \| |        |      |      |      |
| |        |      |      |      |
| Quelle: ProCyclingStats |        |      |      |      |
| Gesamtwertung |        |      |      |      |
| Fahrer | Fahrer | Land | Team | Zeit |

| Punktewertung | Punktewertung | Punktewertung | Punktewertung | Punktewertung |
| Fahrer        | Fahrer        | Land          | Team          | Punkte        |
| ------------- | ------------- | ------------- | ------------- | ------------- |

| Bergwertung | Bergwertung | Bergwertung | Bergwertung | Bergwertung |
| Fahrer      | Fahrer      | Land        | Team        | Punkte      |
| ----------- | ----------- | ----------- | ----------- | ----------- |

| Nachwuchswertung | Nachwuchswertung | Nachwuchswertung | Nachwuchswertung | Nachwuchswertung |
| Fahrer           | Fahrer           | Land             | Team             | Zeit             |
| ---------------- | ---------------- | ---------------- | ---------------- | ---------------- |

| Mannschaftswertung | Mannschaftswertung | Mannschaftswertung | Mannschaftswertung |
| Team               | Team               | Land               | Zeit               |
| ------------------ | ------------------ | ------------------ | ------------------ |